# Rue du Maure
La rue du Maure est une ancienne rue qui était située dans le 3e arrondissement (ancien 7e arrondissement de Paris ). Elle a disparu lors la résorption de l'îlot insalubre no 1 et de l'aménagement du quartier de l'Horloge.

## Origine du nom
Son nom lui vient d'une enseigne représentant une tête de Maure.

## Situation
Avant l'extension de Paris en 1860, la voie d'une longueur de 125 mètres, était située dans l'ancien 7e arrondissement, quartier Sainte-Avoye, commençait aux nos 33-35, rue Beaubourg et finissait aux nos 168-170, rue Saint-Martin.
Les numéros de la rue étaient rouges. Le dernier numéro impair était le no 5 et le dernier numéro pair était le no 12.
À la fin du XIXe siècle, la rue du Maure, située dans le 3e arrondissement, quartier Sainte-Avoye, débutait aux nos 33-35, rue Beaubourg et finissait aux nos 168-170, rue Saint-Martin.

## Historique
Le poète Guillot de Paris, qui écrivait en 1300, ne fait pas mention de cette rue, dénommée « rue Jehan-Palée », en 1313, puis « rue Palée » du nom du fondateur de l'hôpital de la Trinité. 
Elle devient ensuite « rue Saint-Julien » en raison du voisinage de l'hospice de Saint-Julien-des-Ménétriers qu'elle longeait le long de la rue Saint-Martin puis « rue de la Poterne » et « rue de la Fausse-Poterne », vers 1450, à cause de la poterne Nicolas-Hydrelon de l'enceinte de Philippe Auguste qui était située à proximité.
Au cours du XVe siècle, elle s’est appelée »Grand-Cul-de-Sac » et, au XVIIe siècle, «Cour des Anglais ».
En 1559, la rue étant devenue un repaire de brigands elle est fermée par des grilles à chacune de ses extrémités, par ordre du prévôt de Paris.
En 1606 on la désignait sous le nom de « cour du Maure », « rue du Maure » et « cour des Morts » puis en 1640 c'était la « cour du More »  dite aussi « cour des Anglais » avant de prendre le nom de « rue du Maure »,.
Elle est citée sous le nom de « rue de la Court du More » dans un manuscrit de 1636.
La rue a disparu en 1974 lors de la résorption de l'îlot insalubre no 1 et de l'aménagement du quartier de l'Horloge. La majeure partie de l'actuel passage du Maure est située à l'emplacement de la partie orientale de la rue.

La rue au XIXe
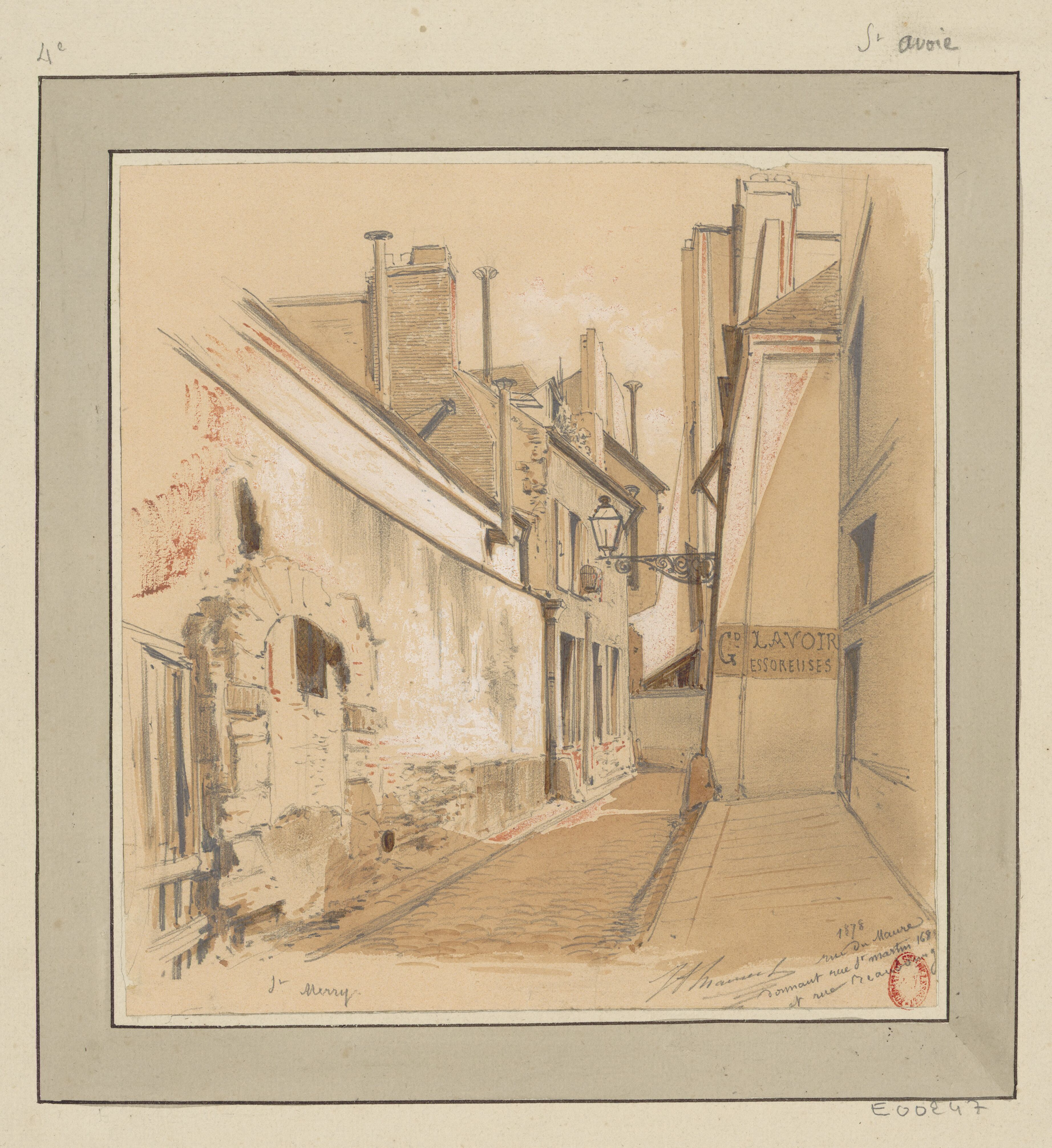
En 1878 (dessin de Jules-Adolphe Chauvet).
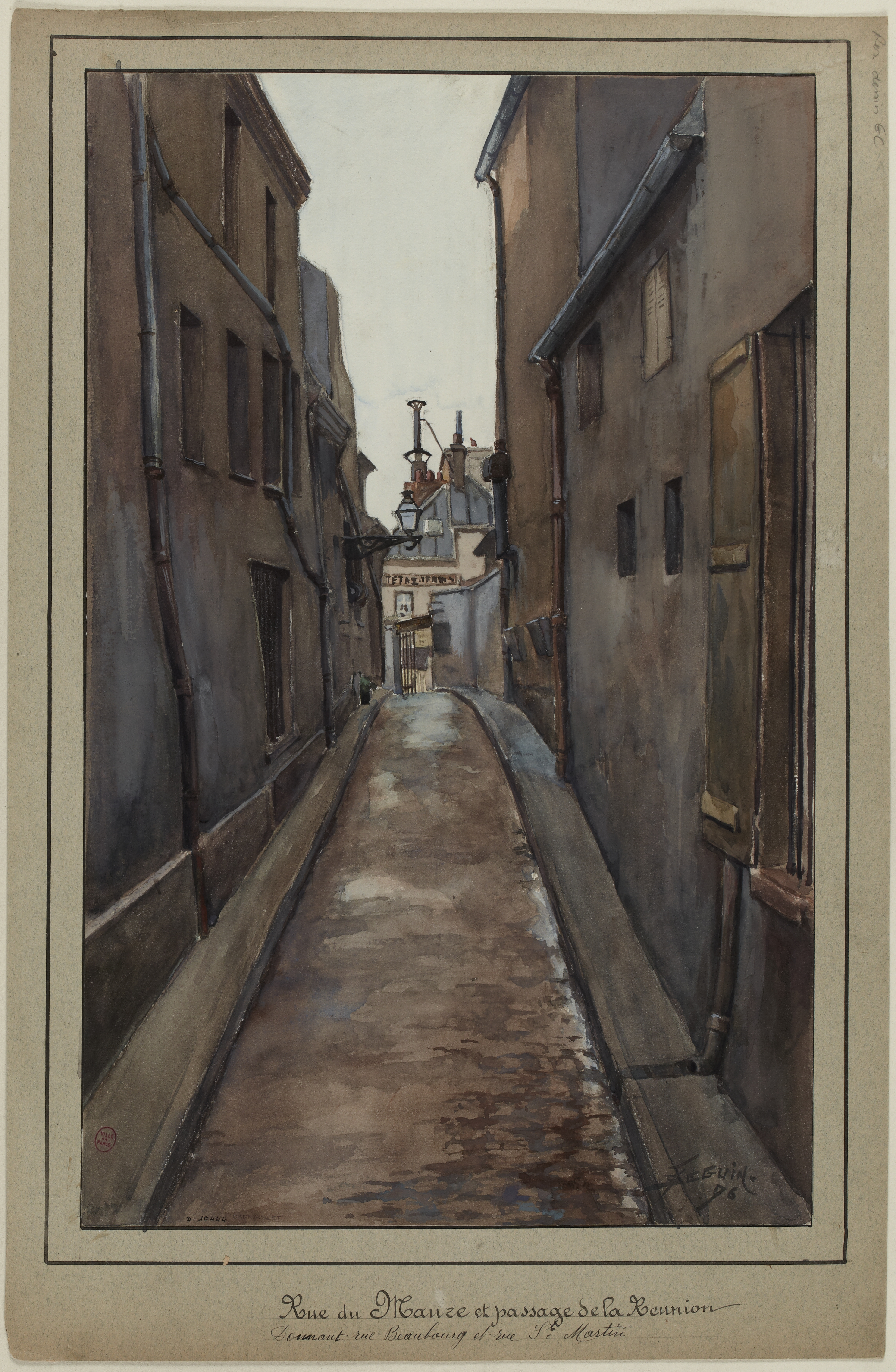
La rue du Maure et le passage de la Réunion en 1896 (dessin de F. Séguin).
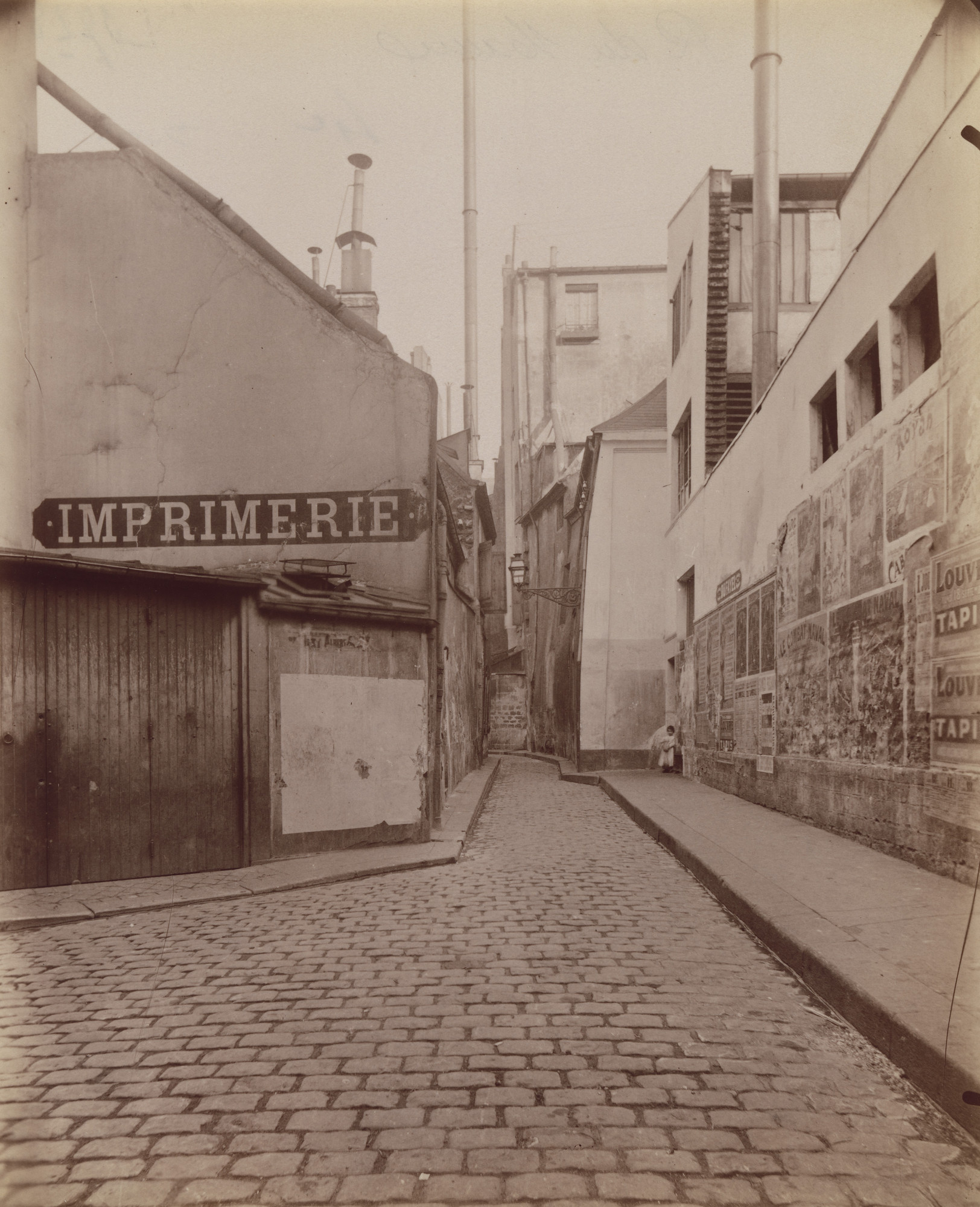
Vers 1899-1900 (photographie d'Eugène Atget).